# Nava Semel
Nava Semel (hebrejsky נאוה סמל,‎ * 15. září 1954, Jafo – 2. prosince 2017) byla izraelská spisovatelka, dramatička a překladatelka.

## Život a tvorba
Nava Semel se narodila v Jafo Mimi a Jicchaku Arcimu, kteří přežili šo'a. Její dědeček z matčiny strany byl Me'ir Šapira, významný chasidský rabín, a její nejstarší bratr je zpěvák Šlomo Arci. Ona samotná vystudovala dějiny umění na Telavivské univerzitě. Provdala se za No'ama Semela, ředitele telavivského divadla Kameri.
Semel publikovala celkem šestnáct knih a čtyři dramata. V centru její tvorby stojí dospívající Izraelci, kteří zápasí s izraelskou identitou a stigmaty minulosti, zejména se šo'a. Působila také v radě institutu Masu'a (Pochodeň), jenž sídlí v kibucu Tel Jicchak a zabývá se studiem šo'a.

## Knihy

### Hebrejsky
- Skleněný klobouk (כובע זכוכית‎, Kova zchuchit) – 1985, vůbec první kniha věnovaná potomkům těch, kdo přežili šo'a[2]
- Učila jsem se létat (לעוף מכאן‎, La'uf mikan) – 1995, kniha o Židovi z Tuniska, který přežil šo'a a učí malé izraelské děvče hodinám přežití
- Žena na papíře (אשה על הנייר‎, Iša al ha-nejar) – 2004, kniha o svatbě, kterou fiktivně uzavře Žid již žijící v mandátní Palestině s cizí polskou Židovkou, aby se mohla přistěhovat do Palestiny a obejít tak imigrační kvóty[3]
- Odvaha ke strachu (האומץ לפחד‎, Ha-omec le-fachad) – básně pro děti
- Láska pro začátečníky (איך מתחילים אהבה‎, Ejch matchilim ahava) – 2005, milostné příběhy pro dospívající

### Překlady do češtiny
- Učila jsem se létat. Praha: Albatros, 1998. ISBN 80-00-00615-4.
- Láska pro začátečníky. Praha: Albatros, 2009. ISBN 978-80-00-02273-4.